# دلفين أبيض المنقار
دلفين أبيض المنقار (الاسم العلمي: Lagenorhynchus albirostris) (بالإنجليزية: White-beaked dolphin)‏ هو نوع من الحيتانيات يتبع جنس دلفين قاروري الخطم من فصيلة الدلافين المحيطية. يتوطن في مياه شمال المحيط الأطلنطي في بلجيكا، كندا، الدنمارك، جزر فارو، فرنسا، ألمانيا، جيرنزي، آيسلندا، أيرلندا، جزيرة مان، جيرزي، هولندا، النرويج، روسيا، سان بيير وميكلون، سفالبارد ويان ماين، السويد، المملكة المتحدة والولايات المتحدة.